# Unfall

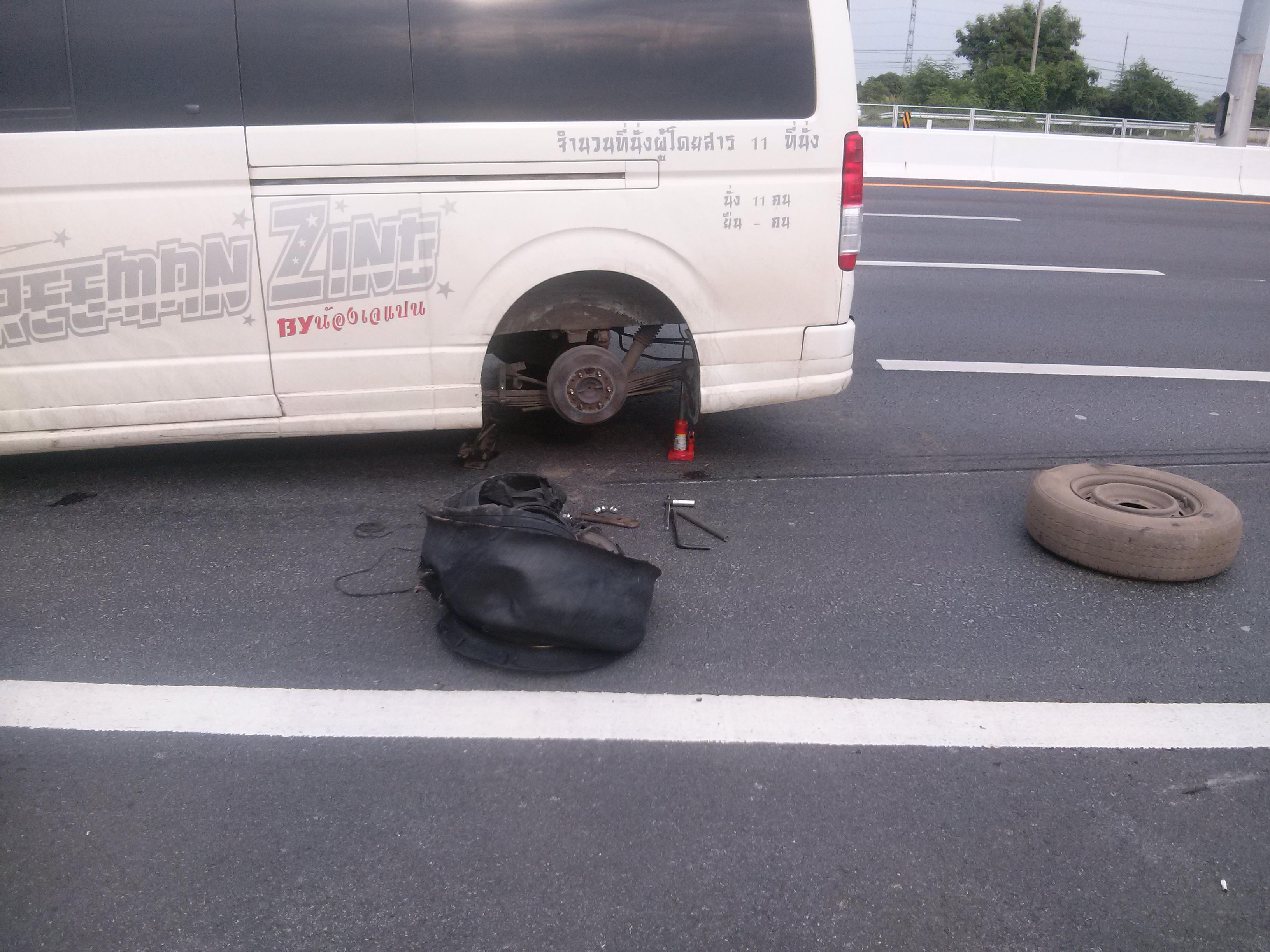
Geplatzter Reifen auf thailändischer Schnellstraße, der zu einem Autounfall geführt hat (2016)

Ein Unfall ist ein plötzliches, zeitlich und örtlich bestimmbares und von außen einwirkendes Ereignis, bei dem eine natürliche Person unfreiwillig einen Körperschaden erleidet (Personenschaden) oder eine Sache unbeabsichtigt beschädigt wird (Sachschaden). 
Die häufigsten Unfallereignisse für Körperschäden sind Stürze, Verkehrsunfälle, Haushaltsunfälle, Sportunfälle und Verbrennungen sowie penetrierende Verletzungen (in erster Linie Stich- und Schnittverletzungen) und Stromunfälle. Unfallursache ist in den meisten Fällen menschliches Versagen. Weitere Unfallereignisse mit der Folge von Körperschäden sind unter anderem Maschinenunfälle, Bauunfälle (unterschieden in Hochbau-Unfälle und Tiefbau-Unfälle), Bergbauunfälle, Gebirgsunfälle, Hochseeunfälle, Wasserunfälle, Stromunfälle (Elektrounfälle), Brandunfälle, Druckluftunfälle (etwa beim Tauchgang) und Strahlenunfälle.
Während das deutsche Versicherungsvertragsgesetz (VVG) bei der Sachversicherung auf eine Definition verzichtet, wird der Unfall im Rahmen einer (Personen-)Unfallversicherung in § 178 Abs. 2 Satz 2 VVG wie folgt definiert: „Ein Unfall liegt vor, wenn die versicherte Person durch ein plötzlich von außen auf ihren Körper wirkendes Ereignis unfreiwillig eine Gesundheitsschädigung erleidet.“ Im Rahmen der Sachversicherung wird der Unfallbegriff von den Versicherern in ihren Allgemeinen Versicherungsbedingungen definiert. Dabei kommt es auch zu Abweichungen in den Formulierungen, die eine unterschiedliche Reichweite des Versicherungsschutzes zur Folge haben können.

## Abgrenzungen beim Personenschaden
Die Abgrenzung leichter Unfälle zur Verletzung ist nicht eindeutig. Der deutsche Versicherungsverband spricht auch von Unfall, wenn durch eine erhöhte Kraftanstrengung an Gliedmaßen oder Wirbelsäule ein Gelenk verrenkt wird oder Muskeln, Sehnen, Bänder oder Kapseln gezerrt oder zerrissen werden. In Abgrenzung zur Krankheit wirkt bei einem Unfall das den Körper schädigende Ereignis nur zeitlich begrenzt ein. Im allgemeinen Sprachgebrauch wird auch von einem Unfall gesprochen, wenn kein Personenschaden vorliegt. Eine Sache kann keinen Unfall erleiden, sondern allenfalls bei einem Unfall beschädigt werden.
Einem Unfall liegt eine Unfallursache zugrunde, namentlich höhere Gewalt, technisches oder menschliches Versagen. Nach den Musterbedingungen der privaten Unfallversicherungen liegt ein Unfall vor, wenn die versicherte Person durch ein plötzlich von außen auf den Körper wirkendes Ereignis (Unfallereignis) unfreiwillig eine Gesundheitsschädigung erleidet. Dies schließt nach der Rechtsprechung zum Teil auch Fälle aus, in denen Eigenbewegungen des Versicherten ursächlich für die Verletzung sind (beispielsweise erhöhte Kraftanstrengung bei sportlichen Aktivitäten). Die Unfallforschung hat zum Ziel, Ablauf und Ursache eines Unfalles zu rekonstruieren. Neben versicherungsrechtlichen Aspekten sollen hieraus Erkenntnisse gewonnen werden, die zur Erarbeitung von Vorschriften und Ansätzen zur Unfallverhütung dienen können. Auf die medizinische Behandlung spezialisiert sind die Unfallchirurgie und das Unfallkrankenhaus, auf die rechtliche und finanzielle Abwicklung die Unfallversicherung.
Ein Unterlassen (beispielsweise ist ein verschneiter Gehweg nicht geräumt) kann die Wahrscheinlichkeit eines Unfalls (Unfallrate) erhöhen. Jedoch kann das Unterlassen nicht als Unfallursache bezeichnet werden, denn möglicherweise wäre ein Passant auch dann gestürzt, wenn der Verkehrssicherungspflichtige den Winterdienst wie vorgeschrieben durchgeführt hätte (siehe dazu Kausalität).
Als Unfall gilt die „plötzliche, nicht beabsichtigte schädigende Einwirkung eines ungewöhnlichen äußeren Faktors auf den menschlichen Körper, die eine Beeinträchtigung der körperlichen, geistigen oder psychischen Gesundheit oder den Tod zur Folge hat“.

## Abgrenzungen beim Sachschaden
Der Unfall mit Sachschaden grenzt sich von einem Betriebsschaden ab, bei dem die Schadensursache nicht von außen, sondern allein auf Grund eines inneren Vorgangs eingetreten ist. Relevant ist diese Abgrenzung für die Eintrittspflicht der Kaskoversicherungen, die grundsätzlich nur Unfallschäden regulieren. Ein Betriebsschaden liegt vor, wenn ein zum Fahrzeug oder zur Maschine gehörendes Bauteil einen Folgeschaden an dem Fahrzeug oder der Maschine verursacht. Nicht versichert sind damit allein durch das Fahrzeug oder die Maschine selbst verursachte Schäden. Auch Schäden, die durch eine allgemeine Abnutzung entstehen, sind keine Unfälle. Ihnen mangelt es am Kriterium Plötzlichkeit, auch wenn das unmittelbare Versagen der Maschine aufgrund der Abnutzung plötzlich auftaucht. Abnutzungen sind für den Versicherten kalkulierbar und deshalb kein besonderes Risiko. Für einen Unfall spricht eine plötzliche Kollision mit einem fremden, nicht zum Fahrzeug oder zur Maschine gehörenden Teil. Die Falschbetankung eines Fahrzeugs und ein daraus resultierender Motorschaden wird als Betriebsschaden gewertet. Die Wahl eines falschen Kraftstoffs ist mit dem Einbau eines ungeeigneten Ersatzteils zu vergleichen und damit ein innerer Betriebsvorgang.
Neben Betriebsschäden, die durch einen inneren Betriebsvorgang entstehen, werden auch Schäden aufgrund von Bedienungsfehlern oder Überbeanspruchung ohne Einwirkung von außen vom Unfall abgegrenzt. Bedienungsfehler liegen damit vor, wenn der Schaden allein durch die Bedienung des Fahrers entstanden ist. Dabei dürfen Bedienungsfehler mit mittlerem oder geringerem Fahrlässigkeitsgrad nicht zum Ausschluss der Eintrittspflicht der Versicherung führen, da ohne enge Auslegung des Begriffs Bedienungsfehler kaum noch ein Anwendungsbereich für die Vollkaskoversicherung verbliebe. Dies korrespondiert mit § 81 Versicherungsvertragsgesetz, nach dem nur Vorsatz und grobe Fahrlässigkeit zum Leistungsausschluss für die Versicherung führen. Ist der Bedienungsfehler Ursache für einen folgenden Unfall, liegt kein Leistungsausschluss vor. Entscheidend sind die Kriterien Plötzlichkeit und Unvorhersehbarkeit, auch bei Eigenverschulden, solange keine grobe Fahrlässigkeit vorliegt.

## Unfallarten

Zeichenkombination vor Verkehrs-Unfallstellen

Die Unfallart beschreibt im Allgemeinen den Ort des Unfallgeschehens oder die vorher ausgeübte Tätigkeit näher.
Beispielsweise ist ein Arbeitsunfall ein Unfall, den ein Versicherter bei einer Tätigkeit aufgrund eines Arbeits-, Dienst- oder Ausbildungsverhältnisses oder einer anderen versicherten Tätigkeit erleidet und der zu einem Gesundheitsschaden oder zum Tod führt. Der Begriff „Arbeitsunfall“ umfasst innerbetriebliche Arbeitsunfälle (z. B. bei Tätigkeiten in Produktion und Verwaltung), außerbetriebliche Arbeitsunfälle (etwa bei Montagetätigkeiten und auf Dienstwegen) und Wegeunfälle (auf dem Arbeitsweg nach und von dem Ort der Arbeitsstätte).
Weitere unterscheidende Begriffe zur Kennzeichnung der Unfallart sind Haushaltsunfall, Wildunfall, Schulwegunfall, Sportunfall, Bergunfall (Alpinismus), Jagdunfall – diese sind meist Einzelunfälle. Zumeist Großschadensereignisse mit mehreren Verletzten und Betroffenen sind Bahnunfall, Flugunfall, Gefahrgutunfall, Grubenunglück (Bergbau), Unfälle im Schienenverkehr (Schienenfahrzeugunfälle) und Schiffsunglücke.
Beim Straßenverkehrsunfall kann die Unfallart speziell den Unfallablauf im Sinn von Kollision oder Abkommen von der Fahrbahn beschreiben, wofür in Deutschland zehn Unfallarten (1 bis 10) näher definiert wurden. Bei diesem kann es sich um einen Einzelunfall mit wenigen Beteiligten handeln, aber auch um eine Großschadenslage.

## Erstmaßnahmen bei einem Unfall
Nach Auftreten eines Unfalls werden allgemeine Erstmaßnahmen empfohlen, die auch von Laien durchgeführt werden sollten, oftmals aber unterbleiben. Als solche gelten u. a.:
- Sicherung der Unfallstelle, wobei Eigensicherung vor Hilfeleistung geht
- Erste-Hilfe-Maßnahmen
- Alarmierung der Rettungskräfte, Freimachen einer Rettungsgasse und Einweisen der eintreffenden Rettungskräfte.

## Arbeitsschutz
Der Standard ISO 45001 fordert von zertifizierten Unternehmen die Identifizierung von Gefährdungen und anhand dieser die Bewertung von Arbeits- und Gesundheitsschutzrisiken. Die Identifizierung von Gefährdungen muss dabei „Vorfälle“ berücksichtigen, die die Gesundheit und Sicherheit der in Betrieben Beschäftigten gefährden können. Ein Vorfall ist in dem Standard definiert als „Vorkommnis(se), das/die außerhalb des Arbeitsablaufs oder im Arbeitsablauf auftritt/auftreten und zu Verletzung und/oder Krankheit führt/führen oder führen könnte(n)“. Der Fokus des OHSAS 18001:1999 lag dagegen noch vorwiegend auf Unfällen im Sinn des technischen Arbeitsschutzes, was dazu führen konnte, dass beispielsweise lang anhaltende psychische Fehlbelastung, die zu psychischen Erkrankungen führten oder hätten führen können, weder systematisch erfasst noch untersucht wurden.

## Häufigkeit
Die WHO geht von jährlich weltweit 1,2 Millionen tödlichen Unfällen aus (2003). Es wird prognostiziert, dass Verletzungen ab 2020 zur weltweit häufigsten Todesursache werden und damit übertragbare Krankheiten ablösen. In der Altersgruppe der Erwachsenen unter 45 Jahren sind Unfälle in der industrialisierten Welt bereits die häufigste Todesursache. In den USA starben Anfang der neunzehnhundertachtziger Jahre jährlich bis zu 150.000 Menschen an den Folgen eines Unfalls, weitere 400.000 blieben permanent behindert. Die jährlichen Kosten wurden auf 469 Milliarden Euro summiert.
In Deutschland erlitten im Jahre 2004 8,5 Millionen Menschen einen Unfall, das sind über 10 % der Bevölkerung. Diese Häufigkeit blieb über die Jahre konstant. Eine stationäre Krankenhausbehandlung war 2000 bei 17 % der Verunfallten notwendig, mit einer mittleren Aufenthaltsdauer von 10 Tagen. Im Jahr 2000 starben 19.715 Menschen an den Folgen eines Unfalls (1,2 % aller Unfallverletzten), was 2,4 % aller Todesfälle entspricht. Durch Unfälle wurden fast 57 Millionen Tage Arbeitsunfähigkeit ausgelöst (13 % aller Arbeitsunfähigkeitstage). Daraus errechnet sich ein Produktionsausfall von 5,2 Milliarden Euro jährlich in Deutschland, entsprechend 0,2 % des Bruttonationaleinkommens.
Nach Angaben der Gesundheitsbefragung GEDA wurden 8 % der Befragten im Jahr 2010 aufgrund einer Unfallverletzung ärztlich behandelt. Für Männer besteht ein höheres Risiko zu verunfallen. Betrachtet man die Orte, an denen Menschen einen Unfall erleiden, wird am häufigsten von einem Unfall zu Hause oder in der Freizeit berichtet.